# Liste der Kulturdenkmäler in Hombressen
Die folgende Liste enthält die in der Denkmaltopographie ausgewiesenen Kulturdenkmäler auf dem Gebiet des Ortsteils Hombressen der  Stadt Hofgeismar, Landkreis Kassel, Hessen.
Hinweis: Die Reihenfolge der Denkmäler in dieser Liste orientiert sich an der Anschrift, alternativ ist sie auch nach der Bezeichnung oder der Bauzeit sortierbar.
Kulturdenkmäler werden fortlaufend im Denkmalverzeichnis des Landes Hessen durch das Landesamt für Denkmalpflege Hessen auf Basis des Hessischen Denkmalschutzgesetzes (HDSchG) geführt. Die Schutzwürdigkeit eines Kulturdenkmals hängt nicht von der Eintragung in das Denkmalverzeichnis des Landes Hessen oder der Veröffentlichung in der Denkmaltopographie ab.

## Hombressen
| Bild                                    | Bezeichnung                             | Lage                         | Beschreibung | Bauzeit          | Daten |
| --------------------------------------- | --------------------------------------- | ---------------------------- | --- | ---------------- | ----- |
| Bild gesucht BW                         | Gesamtanlage Waldstraße                 | Waldstraße Lage              | |                  |       |
| Flurquerdielenhaus Am Platz 5           | Flurquerdielenhaus Am Platz 5           | Am Platz 5 Lage              | |                  |       |
| Bild gesucht BW                         | Wohnwirtschaftsgebäude                  | An der Kirche 1 Lage         | |                  |       |
| Ehemaliges Längsdielenhaus, Fleischerei | Ehemaliges Längsdielenhaus, Fleischerei | An der Kirche 2 Lage         | |                  |       |
| Längsdielenhaus                         | Längsdielenhaus                         | An der Kirche 5 Lage         | |                  |       |
| weitere Bilder                          | Evangelische Pfarrkirche                | An der Kirche 6 Lage         | Stattlicher Saalbau mit östlichem und westlichem dreiseitigem Schluss. Fachwerkturm mit Laternenhaube und zweigeschossige Empore mit Orgel um 1800 im Westen. | Neubau 1718-1719 |       |
| Flurquerdielenhaus                      | Flurquerdielenhaus                      | An der Kirche 12 Lage        | |                  |       |
| Fachwerkhaus                            | Fachwerkhaus                            | Bergstraße 1 Lage            | |                  |       |
| Ehemaliger Gutshof                      | Ehemaliger Gutshof                      | Lübecker Straße 6 und 8 Lage | |                  |       |
| Längsdielenhaus                         | Längsdielenhaus                         | Lübecker Straße 22 Lage      | | 1783             |       |
| Fachwerkhaus                            | Fachwerkhaus                            | Lübecker Straße 24 Lage      | |                  |       |
| Bild gesucht BW                         | Längsdielenhaus                         | Querschoppen 1 Lage          | |                  |       |
| Bild gesucht BW                         | Längsdielenhaus                         | Querschoppen 2 Lage          | |                  |       |
| Längsdielenhaus                         | Längsdielenhaus                         | Schoppen 10 Lage             | |                  |       |
| Erntennenhaus                           | Erntennenhaus                           | Schoppen 11 Lage             | |                  |       |
| Gaststätte Nachtigall                   | Gaststätte Nachtigall                   | Talstraße 1 Lage             | |                  |       |
| Bild gesucht BW                         | Ehemaliges Gemeindehaus                 | Udenhäuser Straße 1 Lage     | |                  |       |
| Bild gesucht BW                         | Dielentor                               | Waldstraße 6 Lage            | | 1721             |       |
| Längsdielenhaus                         | Längsdielenhaus                         | Waldstraße 24 und 25 Lage    | | 1704             |       |
| Längsdielenhaus                         | Längsdielenhaus                         | Waldstraße 28 Lage           | |                  |       |
| Mühle                                   | Mühle                                   | Waldstraße 30 Lage           | |                  |       |
| Längsdielenhaus                         | Längsdielenhaus                         | Waldstraße 34 Lage           | |                  |       |
| Längsdielenhaus                         | Längsdielenhaus                         | Waldstraße 46 und 48 Lage    | |                  |       |
| Längsdielenhaus Waldstraße              | Längsdielenhaus Waldstraße              | Waldstraße 52 und 54 Lage    | |                  |       |
| Fachwerkhaus                            | Fachwerkhaus                            | Zwischen den Brücken 8 Lage  | |                  |       |
| Querdielenhaus                          | Querdielenhaus                          | Zwischen den Brücken 9 Lage  | | 1819             |       |
| Querdielenhaus                          | Querdielenhaus                          | Zwischen den Brücken 10 Lage | |                  |       |
| Querdielenhaus                          | Querdielenhaus                          | Zwischen den Brücken 11 Lage | |                  |       |

## Ehemalige Kulturdenkmäler
| Bild                                           | Bezeichnung                                    | Lage               | Beschreibung                                                             | Bauzeit | Daten |
| ---------------------------------------------- | ---------------------------------------------- | ------------------ | ------------------------------------------------------------------------ | ------- | ----- |
| Querdielenhaus Kleiner Weg 1 und 2             | Querdielenhaus Kleiner Weg 1 und 2             | Lage               | das Haus Kleiner Weg 1/2 wurde abgerissen und durch einen Neubau ersetzt |         |       |
| Längsdielenhaus Waldstraße 10                  | Längsdielenhaus Waldstraße 10                  | Waldstraße 10 Lage | das Haus Waldstraße 10 wurde abgerissen                                  |         |       |
| Fachwerkhaus Waldstraße 29                     | Fachwerkhaus Waldstraße 29                     | Waldstraße 29 Lage | das Haus Waldstraße 29 wurde abgerissen                                  |         |       |
| Längsdielenhaus Waldstraße 40                  | Längsdielenhaus Waldstraße 40                  | Waldstraße 40 Lage | das Haus Waldstraße 40 wurde abgerissen                                  |         |       |
| Längsdielenhaus Waldstraße 42                  | Längsdielenhaus Waldstraße 42                  | Waldstraße 42 Lage | das Haus Waldstraße 42 wurde abgerissen                                  |         |       |
| Fragment eines Längsdielenhauses Waldstraße 56 | Fragment eines Längsdielenhauses Waldstraße 56 | Waldstraße 56 Lage | das Haus Waldstraße 56 wurde abgerissen und durch einen Neubau ersetzt   | 1731    |       |
| Längsdielenhaus Waldstraße 58                  | Längsdielenhaus Waldstraße 58                  | Waldstraße 58 Lage | das Haus Waldstraße 58 wurde abgerissen                                  |         |       |